# Bãi cạn

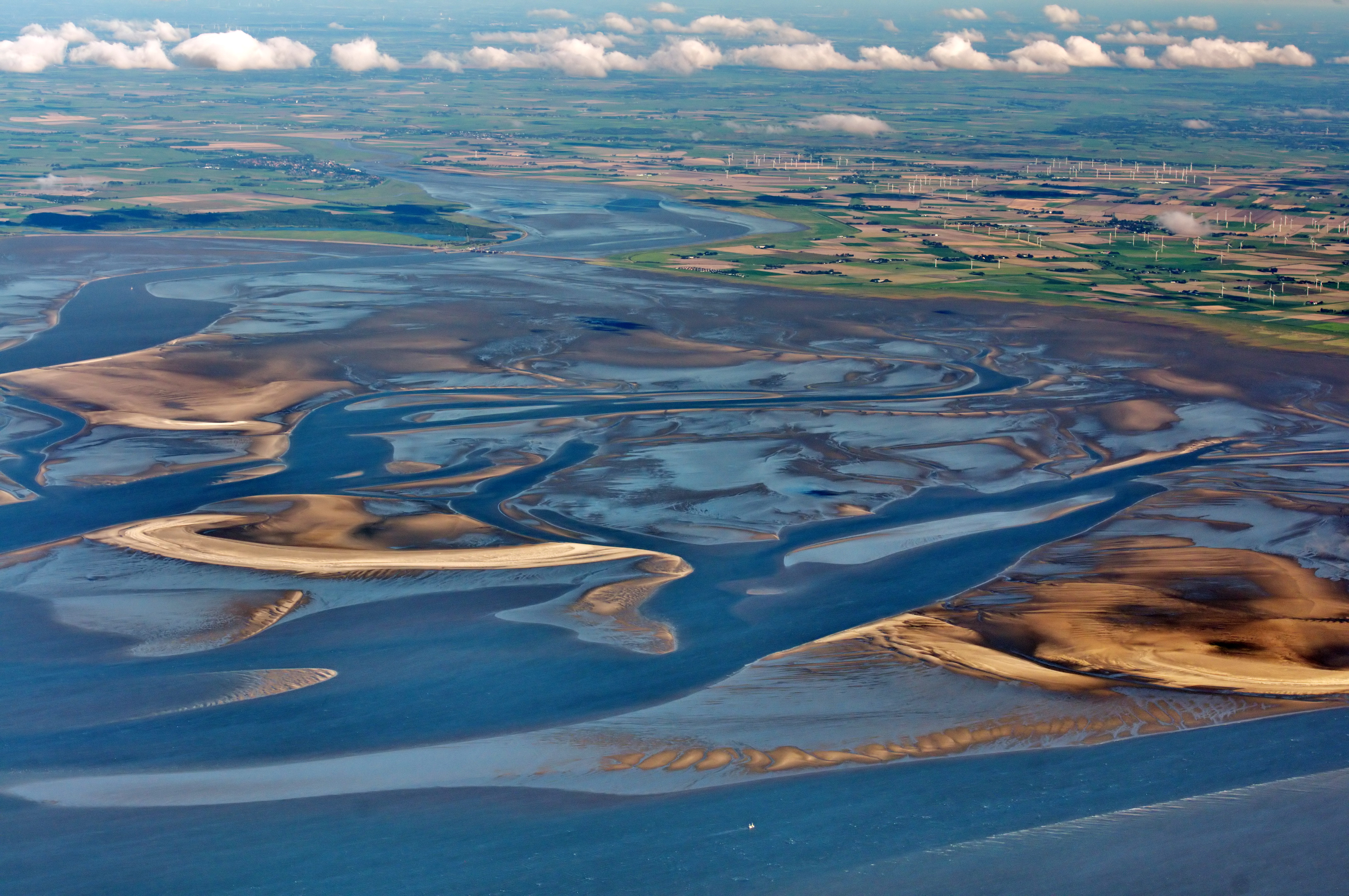
Bãi cát ở miền Bắc Frisian biển Wadden (Đức)

Bãi cạn, bãi nông, bãi cát hoặc đê cát (tiếng Anh: shoal, sandbank, sandbar) là loại địa hình tích tụ trầm tích có mặt ở thềm lục địa/biển, sông, hồ và thường được tạo thành bởi cát, đất bùn hoặc cuội nhỏ. Tại thềm lục địa, theo quy ước thông thường thì bãi cạn có độ sâu dưới 10 mét (33 ft) khi thủy triều thấp.
Khái niệm này được sử dụng để chỉ rất nhiều loại đối tượng địa lý với các kích thước rất khác nhau, từ vài mét cho đến hàng trăm kilômét. Mũi nhô, doi cát, đảo chắn cũng có thể được gọi là bãi cạn. Trong ngành hàng hải, khái niệm bãi cạn có thể dùng để gọi một bãi cát nổi/ngầm hay một rạn đá ngầm có thể gây nguy hiểm cho tàu thuyền; có thể tìm thấy rất nhiều ví dụ về cách dùng khái niệm "bãi cạn" khi xem xét các thực thể địa lý trong Biển Đông: bãi cạn Truro (rạn đá ngầm), bãi cạn Scarborough (rạn san hô vòng), cụm bãi cạn Luconia (các rạn đá ngầm hình thành từ san hô),...

## Hình ảnh

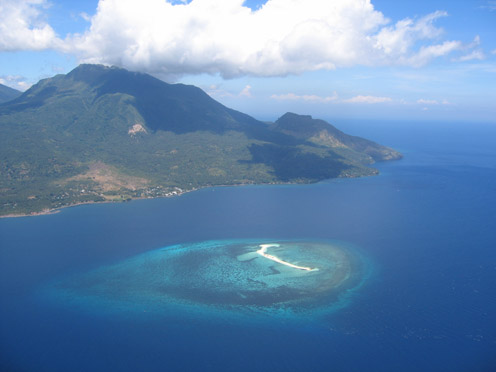
Đảo Trắng ở Camiguin, Philippines. Đây thực chất là một đê cát ngoài khơi và hình thành trên một rạn san hô.
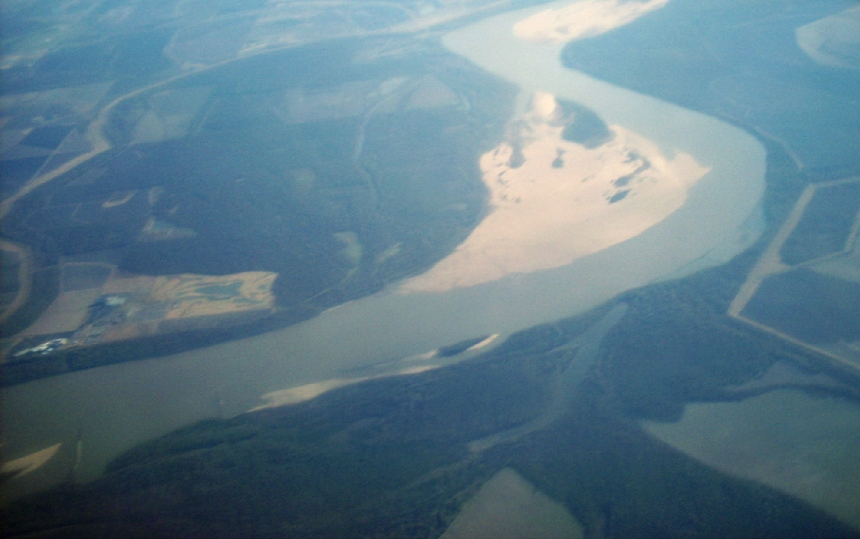
Các bãi cát thuộc sông Mississippi trong địa phận tiểu bang Arkansas và Mississippi của Mỹ.
Doom Bar là một bãi cát nằm tại cửa sông Camel thuộc Cornwall, Anh.
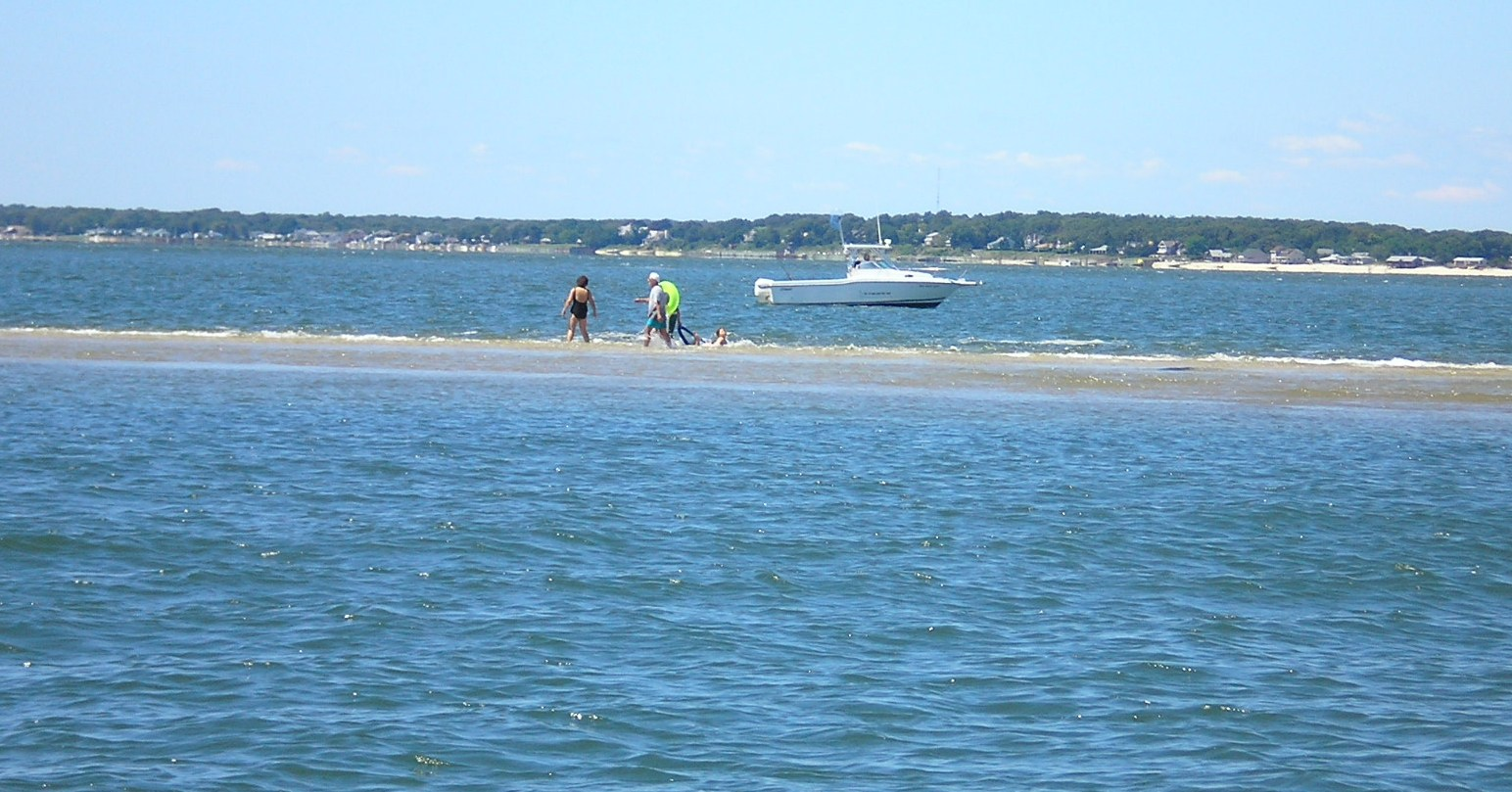
Một đê cát ngoài khơi quận Suffolk thuộc Long Island, tiểu bang New York.
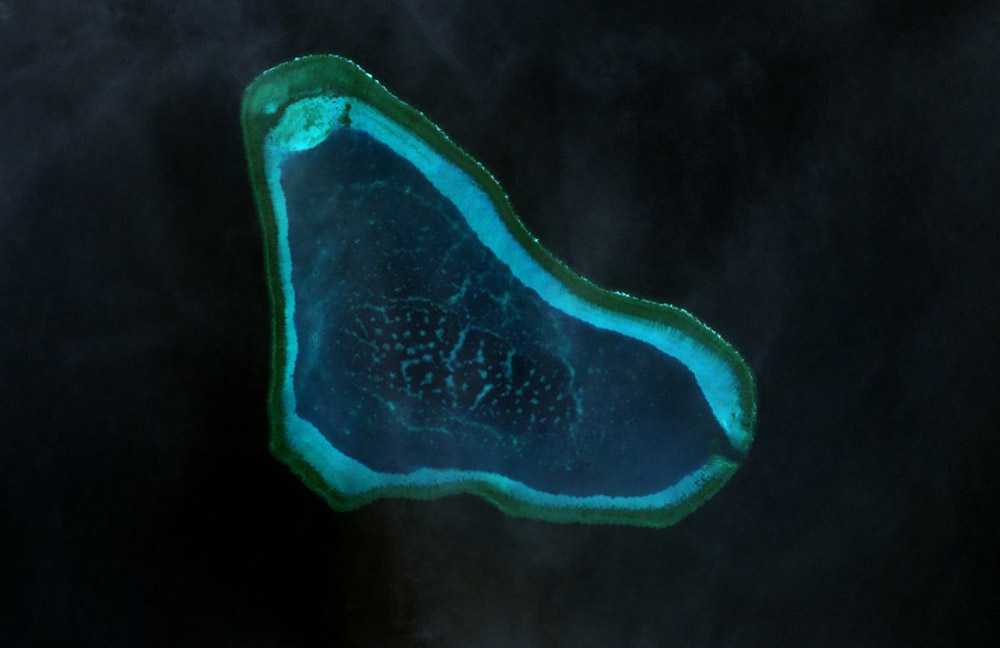
Rạn san hô vòng Scarborough cũng được gọi là "bãi cạn".